# Mount Swartley
Mount Swartley är ett berg i Antarktis. Det ligger i Västantarktis. Inget land gör anspråk på området. Toppen på Mount Swartley är 1 101 meter över havet.
Terrängen runt Mount Swartley är kuperad åt sydväst, men åt nordost är den platt. Trakten är obefolkad. Det finns inga samhällen i närheten. 